# Best of Első Emelet – A film forog tovább...
Best of Első Emelet – A film forog tovább...  – kompilacja zespołu Első Emelet, wydana nakładem wytwórni Hungaroton-Gong w 1990 roku na MC i CD. Na albumie znalazł się niepublikowany wcześniej remix utworu "Óvatosan lépkedj".

## Lista utworów
1. "Amerika" (3:42)
2. "Táncosnő" (5:24)
3. "Édes évek" (4:42)
4. "Vannak dolgok" (3:34)
5. "Nézelődünk" (3:50)
6. "Madame Pompadour" (3:59)
7. "Dadogós break" (2:43)
8. "Angyali vallomás" (4:42)
9. "Állj, vagy lövök!" (3:19)
10. "Idegenek a városban" (3:04)
11. "Csakazértis szerelem" (3:38)
12. "Subiduma" (2:43)
13. "Kis generáció" (4:29)
14. "Drakula táncol" (4:28)
15. "Középkori házibuli" (4:06)
16. "A film forog tovább" (4:02)
17. "Óvatosan lépkedj (1997 Remix)" (4:02)